# Dénes Dibusz
Dénes Dibusz (Pécs, 16 de noviembre de 1990) es un futbolista húngaro que juega en la demarcación de portero para el Ferencvárosi TC de la Nemzeti Bajnokság I.

## Selección nacional
Hizo su debut con la selección de fútbol de Hungría el 14 de octubre de 2014. Lo hizo en un partido de clasificación para la Eurocopa 2016 contra las Islas Feroe que finalizó con un resultado de 0-1 a favor del combinado húngaro tras el gol de Ádám Szalai. Además formó parte del combinado que disputó la Eurocopa 2016.

### Participaciones en Eurocopas
| Eurocopa      | Sede     | Resultado        | Partidos | Goles |
| ------------- | -------- | ---------------- | -------- | ----- |
| Eurocopa 2016 | Francia  | Octavos de final | 0        | 0     |
| Eurocopa 2020 | Europa   | Primera fase     | 0        | 0     |
| Eurocopa 2024 | Alemania | Primera fase     | 0        | 0     |

## Clubes
| Club               | País    | Año       | Partidos | Goles |
| ------------------ | ------- | --------- | -------- | ----- |
| Pécsi MFC          | Hungría | 2008-2009 | 1        | 0     |
| Barcsi SC (cedido) | Hungría | 2009-2010 | 21       | 0     |
| Pécsi MFC          | Hungría | 2010-2014 | 109      | 0     |
| Ferencvárosi TC    | Hungría | 2014-     | 462      | 0     |

## Palmarés

### Títulos nacionales
| Título                     | Club            | País    | Año  |
| -------------------------- | --------------- | ------- | ---- |
| Copa de Hungría            | Ferencvárosi TC | Hungría | 2015 |
| Copa de la Liga de Hungría | Ferencvárosi TC | Hungría | 2015 |
| Supercopa de Hungría       | Ferencvárosi TC | Hungría | 2015 |
| Nemzeti Bajnokság I        | Ferencvárosi TC | Hungría | 2016 |
| Copa de Hungría            | Ferencvárosi TC | Hungría | 2016 |
| Copa de Hungría            | Ferencvárosi TC | Hungría | 2017 |
| Nemzeti Bajnokság I        | Ferencvárosi TC | Hungría | 2019 |
| Nemzeti Bajnokság I        | Ferencvárosi TC | Hungría | 2020 |
| Nemzeti Bajnokság I        | Ferencvárosi TC | Hungría | 2021 |
| Nemzeti Bajnokság I        | Ferencvárosi TC | Hungría | 2022 |
| Copa de Hungría            | Ferencvárosi TC | Hungría | 2022 |
| Nemzeti Bajnokság I        | Ferencvárosi TC | Hungría | 2023 |
| Nemzeti Bajnokság I        | Ferencvárosi TC | Hungría | 2024 |
| Nemzeti Bajnokság I        | Ferencvárosi TC | Hungría | 2025 |